# Sawley (Derbyshire)
Sawley – wieś w Anglii, w hrabstwie Derbyshire, w dystrykcie Erewash. Leży 14 km na południowy wschód od miasta Derby i 172 km na północny zachód od Londynu. Miejscowość liczy 6500 mieszkańców.